# Sida calchaquiensis
Sida calchaquiensis är en malvaväxtart som beskrevs av A. P. Rodrigo. Sida calchaquiensis ingår i släktet sammetsmalvor, och familjen malvaväxter. Inga underarter finns listade i Catalogue of Life.